# Schurftvis
De schurftvis (Arnoglossus laterna) is een straalvinnige vis uit de familie van botachtigen (Bothidae), orde platvissen (Pleuronectiformes), die voorkomt in het noordoosten, het oosten en de Middellandse Zee en het zuidoosten van de Atlantische Oceaan.

## Anatomie
De schurftvis kan een lengte bereiken van 25 cm en kan maximaal 8 jaar oud worden. Zowel van de zijkant als van de bovenkant gezien heeft het lichaam van de vis een gedrongen vorm. De kop is min of meer recht. De ogen zijn normaal van vorm en zijn symmetrisch. De rugvin heeft 81-93 vinstralen en de aarsvin 74-82 vinstralen.

## Leefwijze
De schurftvis komt voor op gemengde tot slibbige bodems op een diepte van 10 tot 200 m .
Het dieet van de vis bestaat hoofdzakelijk uit dierlijk voedsel. Hij voedt zich met macrofauna en jaagt ook op vis.

## Relatie tot de mens
De schurftvis is voor de visserij van geen belang. De soort komt niet voor op de Rode Lijst van de IUCN.